# محسن عطية
محسن عطية (7 أغسطس 1947 -) هو فنان تشكيلي مصري. 

## حياته ونشأته
ولد في القاهرة سنة 1947 وحصل على الدكتوراه سنة 1979 في أكاديمية فنون روسيا (معهد ريبين للفنون والعمارة بسانت بطرسبرغ) وعين وكيلا للدراسات العليا والبحوث من سبتمبر (2001- 2004) في كلية التربية الفنية بجامعة حلوان.-
- بكالوريوس المعهد العالى للتربية الفنية 1969.
- ماجستير التربية الفنية من المعهد العالى للتربية الفنية 1973.
- دكتوراه الفلسفة في النقد والتذوق الفنى من أكاديمية ريبين للفنون الجميلة - روسيا 1979.[4]

## مسيرته[5][6]
- عين رئيسا للمؤتمر القومى لصالون الشباب (2005)
- وعضوا في أمانة مؤتمر نقابة الفنانين التشكيلية الثاني 2005 ورئيسا للجنة الأبحاث.
- ورئيسا للجنة العلياالدائمة للمسابقة القومية للنقد الفنى (2005)
- وقوميسير الجناح المصري ببينالى بنغلاديش الدولي 2001
- وعضوا للجنة العليا لمتحف الفن المصري الحديث (2001-2004)
- وقد ذكرت سيرته الفنية في موسوعة من يكون هو العالمية 2003
- و حصل على الميدالية الذهبية للتميز الابداعى من أكاديمية أوزبيكستان سنة 2003

تعتبر أعماله الفنية ضمن مقتنيات المتاحف منها متحف الفن المصري الحديث ومتحف الفن الحديث بالمنيا ومتحف الفن بجامعة حلوان ومتحف أكاديمية الفنون بطشقند ومتحف الفن الحديث ببنغلاديش والمتحف القومى للفنون بأوزبكستان.
- معيد بالمعهد العالى للتربية الفنية 1970.
- مدرس بكلية التربية الفنية جامعة حلوان 1977.
- أستاذ مساعد بكلية التربية الفنية جامعة حلوان 1988 .
- أستاذ النقد والتذوق الفنى بكلية التربية الفنية جامعة حلوان 1993 .
- رئيس قسم النقد والتذوق الفنى بكلية التربية الفنية .
- وكيل كلية التربية الفنية للدراسات العليا جامعة حلوان 2001 ـ 2004 .

- عمل بالتدريس لمقررات تاريخ الفن والنقد والتذوق الفنى وعلم الجمال منذ عام 1970 حتى الآن في كل من :

1. جامعات حلوان والمنيا والأزهر وكليات التربية النوعية والهيئة العامة لقصور الثقافة بمصر .

1. جامعتى المستنصرية والكوفة بالعراق .

1. جامعة قطر بدولة قطر .

## عضوية[7]
- عضو نقابة الفنانين التشكيليين .
- عضو جمعية التربية عن طريق الفن المصرية .
- عضو جمعية الانسيا الدولية INSEA .
- عضو الفرع المصرى للاتحاد العالمى لنقاد الفن ـ الايكا AICA .
- عضو جمعية محبى الفنون الجميلة .

## معارضه الفنية
له معارض خاصة به منها معارض أقيمت في :
- أتيليه القاهرة : في مارس 1967 ونوفمبر 1972، يناير 1972
- معارض أقيمت في قاعة اكسترا بالزمالك في القاهرة.

بعناوين رموز وألوان فبراير 2006 ، ولون العاطفة فبراير 2007 ،سحر اللون مارس 2008 ،لون الحرية مارس 2009 ،وألوانى ارتجالاتى مارس 2010
- معرض في الإسكندرية للقاء سكندرى، بمركز محمود سعيد للمتاحف 2007
- معرض طواف (دمياط - بنها - الإسماعيلية سنة 2008)
- معرض في مرسم القاهرة الجديدة : بعنوان ألوان وموسيقى في فبراير 2010

وقد مثل الفنان بأعماله مصر في معارض دولية
- في قاعة معهد ريبين سانت بطرسبرغ مارس 1978
- ببينالى بنغلاديش 2001
- بروسيا 2004
- وهونغ كونغ 2005
- بينالى طشقند الدولي 2005 وبينالى جابروفو
- بلغاريا 2007

## مؤلفاته[8]
وهو مؤلف الكثير من الكتب المنشورة في مكتبة عالم الكتب في القاهرة
- (تذوق الفن 1995) (1996)
- عناوين (غاية الفن 1991 )
- الفن وعالم الرمز (1996)
- جذور الفن (1997) والفن والجمال في عصر النهضة (1998)،
- الجمال الخالد في الفن المصري القديم 2000
- التحليل الجمالى للفن (2002)
- اكتشاف الجمال في الفن والطبيعة (2004)
- مفاهيم في الفن والجمال (2005)
- التفسير الدلالى للفن (2007)
- الفن والحياة الاجتماعية (2007)
- الفنان والجمهور (2000)، المنشورة في دار الفكر العربي
- الفنون والإنسان (2002) ، المنشورة في دار الفكر العربي
- نقد الفنون (2002) والمنشورة في منشأة المعارف بالإسكندري

- إعادة اكتشاف لوحات الزهور

## جوائز[9][8]
- محلية - جائزة النقد الفنى من المجلس الاعلى للثقافة 1986 .
- الدولية - الميدالية الذهبية للتميز الابداعى والثقافى من اكاديمية الفنون في اوزبكستان 2003 .